# Robsart (Saskatchewan)
Pour les articles homonymes, voir Robsart.
Robsart est un hameau non-incorporé de la municipalité rurale de Reno No 51 en Saskatchewan au Canada. En 2016, le hameau a une population de 20 habitants. De 1912 à 2002, il était incorporé comme village. Il est situé à 48 km au sud-ouest d'Eastend au carrefour des routes 18 et 13.

## Géographie
Robstart fait partie de la municipalité rurale de Reno No 51 en Saskatchewan. Il se situe à 48 km au sud-ouest d'Eastend au carrefour des routes 18 et 13 à environ 170 km au sud-est de Medicine Hat en Alberta et 68 km au sud de Maple Creek.

## Démographie
Selon le recensement du Canada de 2016, la population de Robstart est de 20 habitants. Cela correspond à une augmentation de 100% par rapport à 2011 où il avait une population de 10 habitants.

## Histoire

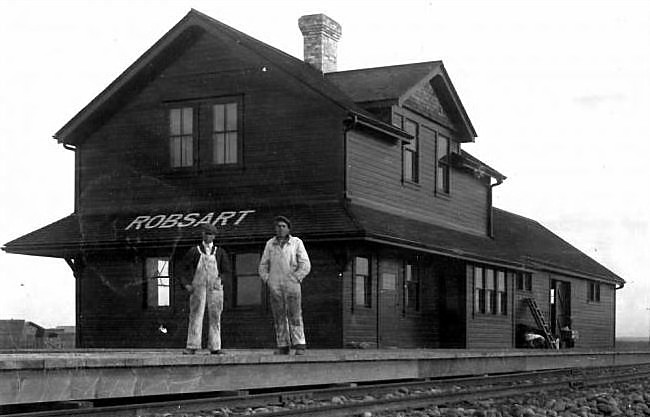
La station de train du Canadien Pacifique de Robstart en 1914

En 1910, le Canadien Pacifique a acheté des terres dans le Sud-Ouest de la Saskatchewan et a nommé l'endroit Robstart en l'honneur d'Amy Robsart. Quelques années plus tard, ces terres ont été achetées par Henry Abbott qui a mené les premiers colons de la nouvelle communauté. La communauté commença alors à se développer et des commerces furent ouverts. La construction de la ligne de chemin de fer reliant Stirling à Weyburn par le Canadien Pacifique a accéléré la croissance de la communauté. Un hôpital public a ouvert ses portes en 1917 et existe toujours de nos jours.

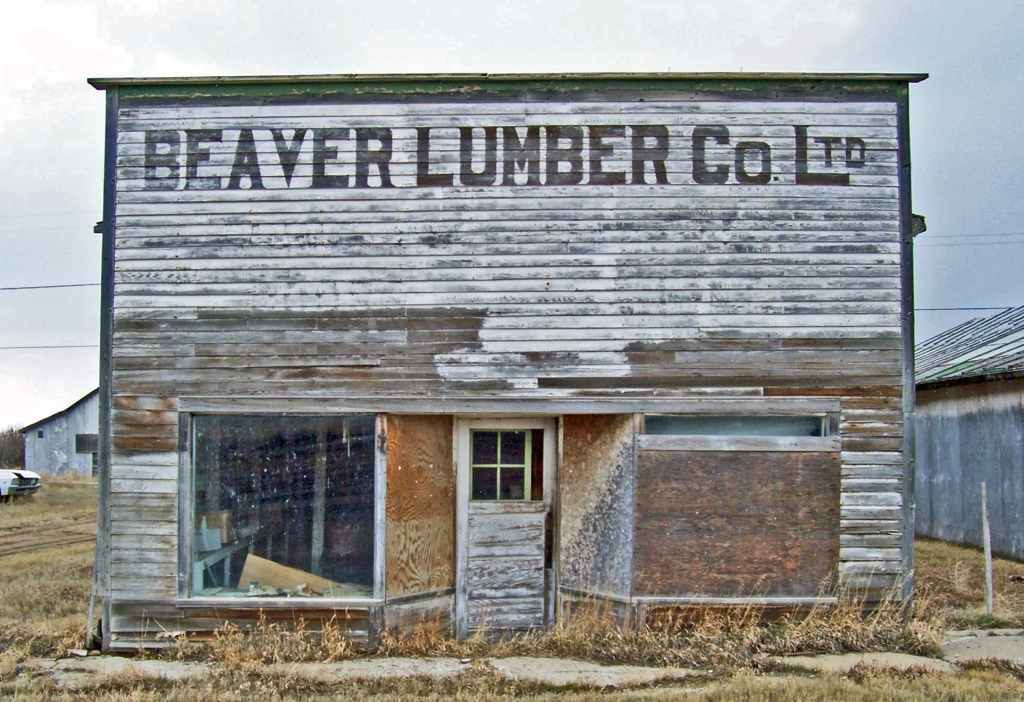
Un commerce abandonné de Robstart

Dix ans après la fondation de la communauté, Robstart a une population de 350 habitants et possède son propre conseil municipal. Cependant, à la fin des années 1920, Robstart a commencé à connaître une décroissance constante. Le 1er janvier 2002, le village a été officiellement dissous et intégré à la  municipalité rurale de Reno No 51